# St. Johannes der Täufer (Untergermaringen)

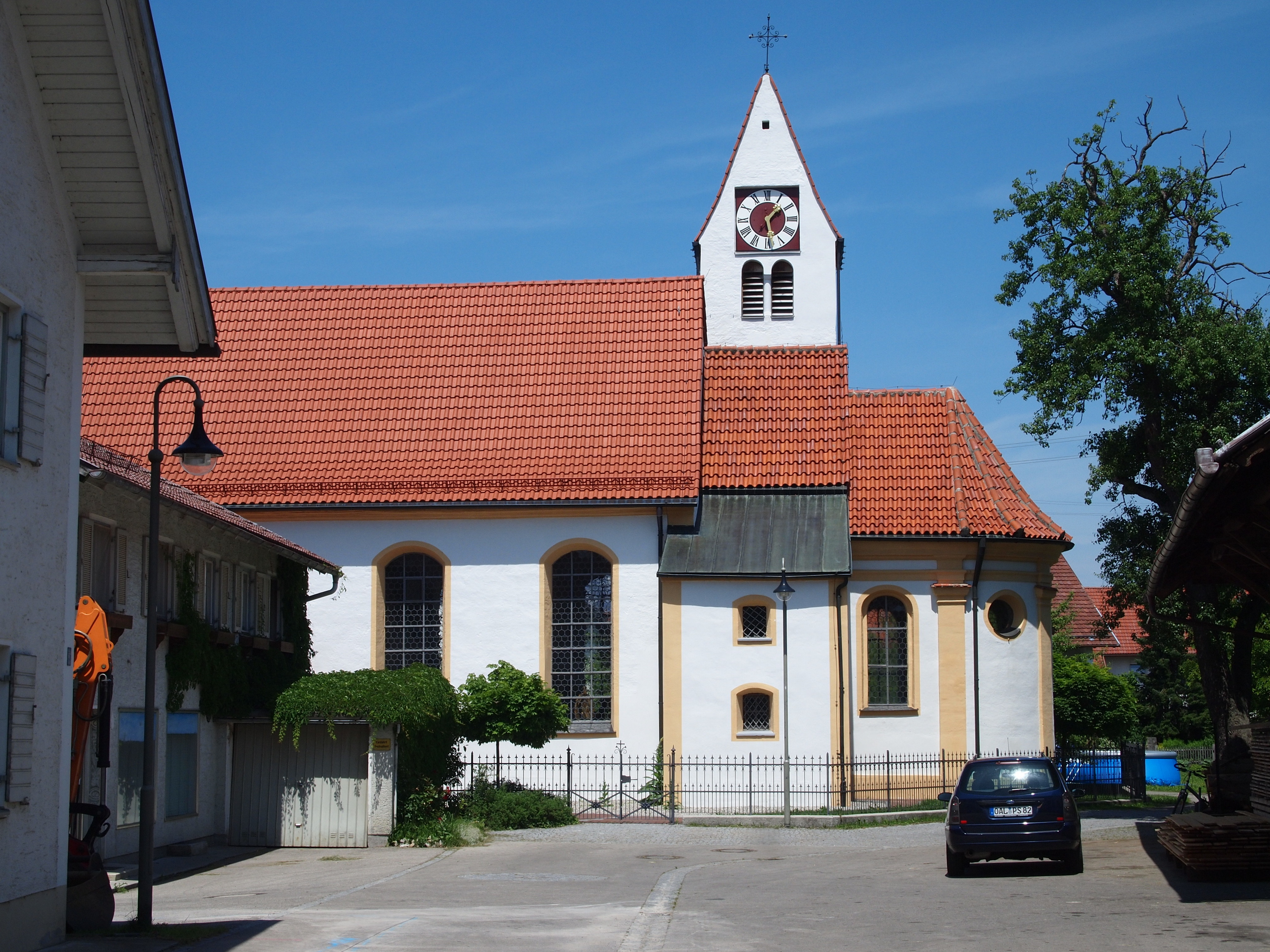
St. Johannes der Täufer in Untergermaringen

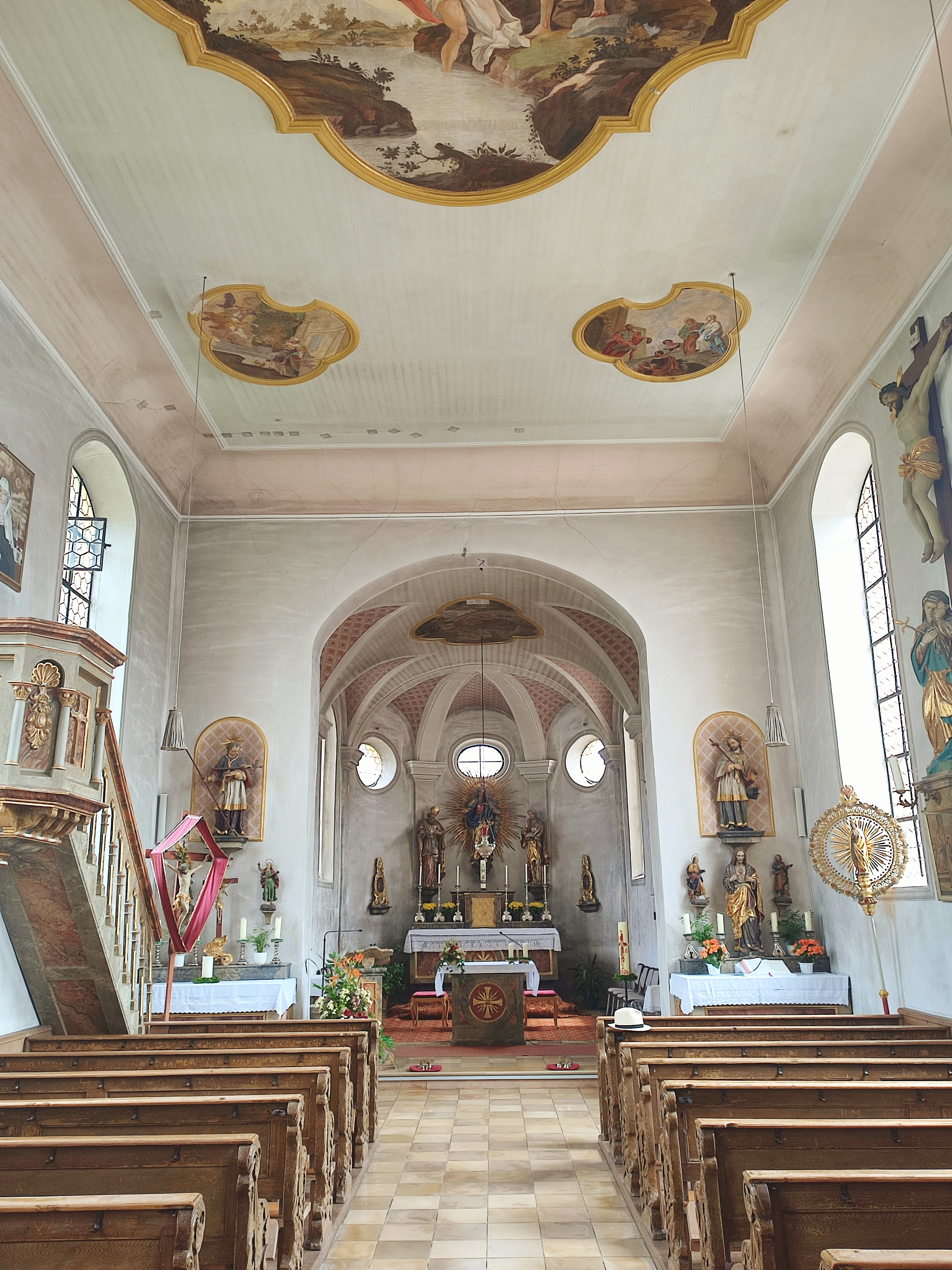
Innenraum

Die römisch-katholische Kirche St. Johannes der Täufer steht in Untergermaringen, einem Gemeindeteil von Germaringen im schwäbischen Landkreis Ostallgäu in Bayern. Das denkmalgeschützte Bauwerk ist in der Liste der Baudenkmäler in Germaringen unter der Nr. D-7-77-130-12 eingetragen.

## Beschreibung
Das Langhaus, der Westteil des eingezogenen Chors im Osten und der Chorflankenturm an der Nordwand des Chors wurden im Kern um 1472/73 errichtet. 1710 wurde der Chor verbreitert, mit Pilastern gegliedert und mit einem Fünfachtelschluss versehen. Mitte des 18. Jahrhunderts wurde das Langhaus erneuert und die Sakristei gegenüber dem Chorflankenturm angebaut. Das oberste Geschoss des Chorflankenturms beherbergt hinter den als Biforien gestalteten Klangarkaden den Glockenstuhl mit drei historischen Glocken. An den Giebeln sind die Zifferblätter der Turmuhr angebracht. Der Innenraum des Langhauses ist mit einer Flachdecke  überspannt, der des Chors mit einem Stichkappengewölbe über Pilastern. Die Deckenmalerei, im Chor mit Johannes dem Täufer und im Langhaus mit der Taufe Jesu wurden 1749 eingefügt. Letztere Darstellung der "Taufe Jesu am Jordan durch Johannes"  nach einem Entwurf von Johann Georg Bergmüller ist durch den Freskanten mit "F.A. Wassermann 1749" signiert und datiert.